# Zeidora calceolina
Zeidora calceolina är en snäckart som beskrevs av Arthur Adams 1860. Zeidora calceolina ingår i släktet Zeidora och familjen nyckelhålssnäckor. Inga underarter finns listade i Catalogue of Life.